# 賴比瑞亞跳棋
賴比瑞亞跳棋（Liberian Queah），是流行於賴比瑞亞的兩人跳棋類。

## 棋具
- 棋盤為菱形的九宮格然後四邊各凸一格，共十三格棋格。

- 各以兩色棋子區分敵我，每方各有十枚。

## 規則
- 棋子皆放在棋點上。每方將四枚己棋放在菱形九宮格的右下角三棋格與右下邊凸起的棋格，剩下六枚己棋先置於手邊。

- 每回合玩家可能有三種行動，以放子為最優先，其次為吃子：
  - 放子。當上回合有己棋被吃掉，並且手邊還有棋子，則必須把一枚己棋子放在任一空棋位上。
  - 跳吃。己棋跳過一枚鄰邊的敵棋落到同線的緊連空點，然後把被跳過的敵棋移出棋盤，不能連跳吃。
  - 移子。若不能放子或吃子移動一己子到鄰處的空棋點。

- 消滅對方所有棋子獲勝[1]。

## 外部連結
- 遊戲介紹
- 遊戲下載
- 棋具照片